# Bela Vista (distrito de São Paulo)
Bela Vista es un distrito ubicado en la zona central de la ciudad de Sao Paulo, Brasil. Administrativamente pertenece a la subprefectura de Sé.
En este distrito se ubican los barrios de Morro dos Ingleses y Bixiga (famoso por sus locales de entretenimiento nocturno) e incluso del Museo de Arte de São Paulo. 

## Límites
- Norte: Ligação Leste-Oeste.
- Este: Avenida Vinte e Três de Maio.
- Sur: Viaduto do Paraíso, Rua do Paraíso.
- Sudoeste/Oeste: Avenida Bernardino de Campos, Praça Osvaldo Cruz, Avenida Paulista.
- Oeste/Noroeste: Rua Frei Caneca, Rua Avanhandava.

## Distritos limítrofes
- República (nordeste).
- Liberdade (este).
- Vila Mariana (sudeste).
- Jardim Paulista (sudoeste).
- Consolação (noroeste).